# Sotol Vista Overlook
Le Sotol Vista Overlook est un point de vue panoramique dans le comté de Brewster, au Texas, dans le sud des États-Unis. Il est situé à 1 301 mètres d'altitude dans les monts Chisos, au cœur du parc national de Big Bend. On y accède depuis le reste de l'aire protégée en empruntant la Ross Maxwell Scenic Drive.